# Slavko Avsenik mlajši
Slavko Avsenik mlajši, slovenski skladatelj, pianist, producent in urednik, * 9. april 1958, Ljubljana.
Študij jazza in klavirja je končal leta 1981 na Visoki šoli za glasbo v Gradcu, na Berklee College v Bostonu (ZDA) pa je leta 1985 končal študij filmske glasbe. Med študijem in po njem je deloval kot skladatelj, aranžer in producent, najprej v Ljubljani, nato pri KOCH International v Avstriji in kot glasbeni urednik pri Arioli BMG v Nemčiji, kar je bil kasneje tudi pri Helidonu v Ljubljani (1991-1999) Ob uredniškem delu je vsa leta deloval kot avtor in producent na vseh področjih glasbe, od leta 1999 pa s tem nadaljuje samostojno v okviru svojega podjetja Avsenik Avdiodesign d.o.o. v Zbiljah. 
Ustvarja in producira glasbo za film, TV, gledališče, večpredstavnostne potrebe, vse zvrsti popularne in otroško glasbo. Njegova glasba je bila od leta 2003 vključena v »TV-špico« dnevnoinformativnih oddaj RTV Slovenija. Je tudi avtor številnih otroških pesmic.
Je sin glasbenika Slavka Avsenika.

## Opus
Filmska glasba
- Remington (1988)
- Veter v mreži (1990)
- Srčna dama (1992)
- Morana (1993)
- Zgodba o belem konju (1993)
- Filmsko popotovanje Božidarja Jakca (1994)
- Pasje življenje (1995)
- Rabljeva freska (1995)
- Felix (1996)
- Brezno (1998)
- Socializacija bika? (1998)
- Obrazi zelene reke (1999)
- Hop, skip & jump (2000)
- Dergi in Roza: V kraljestvu svizca (2004)

Gledališče
Lovrač, Ubežnik,  Medved z vrtnico (A),  Jeppe s hriba, Vrba ob 200. let F. Prešerna, Legenda o kamniški Veroniki, Zgodba vojaka R. Maistra, Janko in Metka, Cuore (A),  Parlamentarke
Televizija
Igre brez meja, Kolo sreče, ABC, Podelitev Viktorjev '94, '95, dnevno informativne oddaje na RTV Slovenija
Nadaljevanke
Generalka, Razjarniki v prometu, Kdo bo koga, Tomažev svet, Mojstrovine Slovenije

## Priznanja
Za svoje delo je prejel nagrado avstrijskega ministrstva za kulturo (1981) in Župančičevo nagrado (1993).